# فونون (کی‌دی‌ای)
فونون (به انگلیسی: Phonon) کتابخانه چند رسانه ای است که توسط کیوت ارائه شده و بعنوان کتابخانه ای استاندارد در پروژه نرم افراری کی‌دی‌ای ۴ برای فایل‌های چند رسانه ای استفاده می‌شود.
در حقیقت فونون ایجاد شده تا کی دی ای ۴ را از دیگر کتابخانه‌هایی مانند جی‌استریمر و کسین مستقل سازد و همچنین ارائه رابطی مناسب برای چرخه حیات کی‌دی‌ای ۴.